# Värdlandsstöd
Värdlandsstöd, på engelska Host Nation Support (HNS), är civilt eller militärt stöd som ett värdland ger till utländska styrkor inom sitt territorium. Begreppet används om stöd som ges i fredstid, kris eller krig till styrkor som finns i eller transiteras genom landet, och baseras på ömsesidiga avtal mellan de berörda länderna.
Myndigheten för samhällsskydd och beredskap har förstärkningsresurser för värdlandsstöd.
Begreppet används bland annat inom Nato.